# Adolphe Bauty

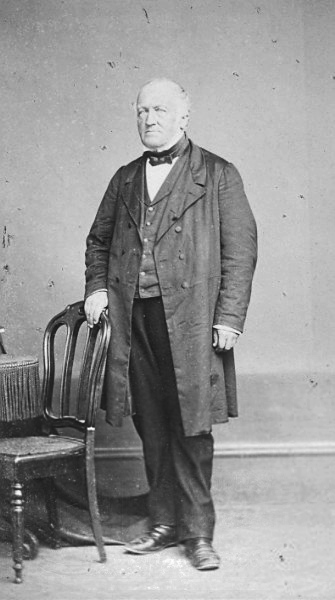
Adolphe Bauty

Adolphe Bauty (* 9. Juni 1798 in Lausanne; † 15. Juli 1880 ebenda) war ein Schweizer evangelischer Geistlicher und Politiker.

## Leben und Wirken
Adolphe Bauty war der Sohn des Gédéon Bauty, Offizier in niederländischen Diensten und Richter am Gericht des Kanton Léman und dessen Ehefrau Caroline (geb. Paschoud). Sein Grossvater Jean François Paschoud (* 7. Januar 1725 in Lutry; † 28. Januar 1783 in Daillens) war Schweizer Offizier. 1831 heiratete Bauty Eliza, Tochter von Jean Samuel Maulaz († 1823), seit 1798 Mitglied des Grossen Rats der Helvetischen Republik.
Er immatrikulierte sich als Theologiestudent 1819 an der Académie de Lausanne (heute: Universität Lausanne) und studierte bis 1823. Nach dem Studium war er von 1823 bis 1824 erst Vikar in Rances, dann von 1824 bis 1826 in Concise und von 1826 bis 1828 in Yverdon. 1828 wurde er Pfarrer an der französischen protestantischen Kirche in Stockholm, die 1741 gegründet worden war. Nach seiner Rückkehr in die Schweiz war er von 1832 bis 1837 Pfarrer in Le Sentier, darauf von 1837 bis 1843 in Fiez und von 1843 bis 1845 in Moudon. 1846 ging er als Pfarrer zurück nach Yverdon, bevor er 1861 nach Lutry berufen wurde, dort übte er sein Amt bis 1870 aus. 
Er setzte sich ab 1826 für die evangelischen Ideen der Erweckungsbewegung ein, war aber gegen eine Abspaltung und verteidigte die waadtländische Landeskirche. Von 1835 bis 1839 kämpfte er vergeblich gegen die Beteiligung von Laien an der Kirchenleitung und gegen die Aufhebung des Helvetischen Bekenntnisses. Obwohl er im Grunde gegen die Trennung von Kirche und Staat war, wandte er sich doch gegen die freisinnige Regierung und arbeitete von 1846 bis 1847 mit bei der Gründung der Freien Evangelischen Kirche des Kanton Waadt. 
1854 griff er mit einer Streitschrift die katholische Kirche an.

## Schriften (Auswahl)
- Réponse à la brochure intitulée L'église et les églises. Lausanne: Impr. S. Delisle, 1833.
- Réponse à divers écrits. Genf und Paris 1834.
- Déplique au dernier écrit de Monsieur le ministre Olivier. 1835.
- Projet de loi ecclésiastique présenté au Conseil d'Etat: suivi de l'exposé des motifs et précédé du mémoire adressé au même Conseil à l'appui de son opinion de minorité dans la commission législative ecclésiastique. Lausanne, 1838.
- La dernière révolution de Zurich. Lausanne 1839.
- L' union de l'Eglise et de l'Etat envisagée comme inévitable: à propos du livre de Monsieur le professeur Vinet sur la libre manifestation des convictions religieuses, et sur la séparation de l'Eglise et de l'Etat. Lausanne: Imp. S. Delisle, 1842.
- Méditation sur l'assurance du salut. Toulouse, 1853.
- Fictions et réalités: ou les prétentions de Rome mises en regard des faits: discussion franche mais amicale. Paris: Grassart, 1854.
- La vérité dans la charité: discours synodal. Lausanne, 1855.
- Discours synodaux. Lausanne 1857.
- Le baptême envisagé dans son union avec la foi et l'Eglise. Lausanne, 1858.